# Wiszar
Wiszar – pło paprociowo-trzcinowe, torfowisko wiszące, występuje w obszarach źródliskowych. Torfowisko wiszące – soczewkowate torfowisko źródliskowe, położone na stromym zboczu, silnie uwodnione dzięki utrzymywaniu wody przez torf i stałemu dopływowi ze źródła.

## Literackie użycie słowa
W literaturze pięknej słowo wiszar funkcjonuje w nieco innym znaczeniu, z objaśnień do wiersza 744 sceny XIX aktu III Wesela Stanisława Wyspiańskiego, wydawnictwo Ossolineum, seria Nasza Biblioteka, wydanie trzecie:

(...) wiszar – ziele czepiające się kamieni, skał; słowo to było bardzo popularne w literaturze Młodej Polski. Wyspiański pisał ironicznie w wierszu Satyra literacka:
„Wiszary”? znany wyraz, powszechnie zużyty,
Artur Górski, Miciński karmią się nim co dzień.

Często słowo to było poetyckim synonimem urwiska. W takim lub zbliżonym znaczeniu używali go m.in. Krzysztof Kamil Baczyński (Czekanie na nikogo), Zygmunt Krasiński (Nie-Boska komedia), Cyprian Kamil Norwid (Psalm Wigilii), Edward Porębowicz (tłumaczenie Boskiej Komedii) czy Adam Mickiewicz (Droga nad przepaścią w Czufut-Kale).